# Kramfors finnmark
Kramfors finnmark är ett finnskogsområde i Gudmundrå socken i Ångermanland. Området är idag främst ett fritids - och friluftsområde med omfattande stugbebyggelse. Kramfors finnmark har ca 35 bofasta invånare (2010).